# Tour Séquoia
Tour Séquoia (zuvor Tour Esplanade und Tour Bull) ist der Name eines Hochhauses im Pariser Vorort Puteaux in der Bürostadt La Défense. Bei seiner Fertigstellung im Jahr 1990 war der 119 Meter hohe Büroturm der Vierzehnthöchste im Geschäftsviertel La Défense. Das Hochhaus verfügt über 33 oberirdische und fünf unterirdische Etagen mit insgesamt 72.000 m², wovon etwa 55.000 m² Bürofläche sind. Eigentümer ist der französische Staat, welcher in dem Turm zwei Ministerien, darunter das Umweltministerium untergebracht hat.
Der Büroturm ist mit der Métrostation La Défense und dem Bahnhof La Défense an den öffentlichen Nahverkehr im Großraum Paris angebunden.